# 林則方
林則方（1447年—？），字正夫，福建福州府闽县人，明朝政治人物、進士出身。

## 生平
成化十三年，福建丁酉乡试中舉。成化十四年，登戊戌科會試中進士，官至行人司行人。

## 家族
曾祖林宗綱。前母陳氏，继母陳氏，生母王氏。慈侍下。娶陳氏。